# Lista de municípios da Galiza

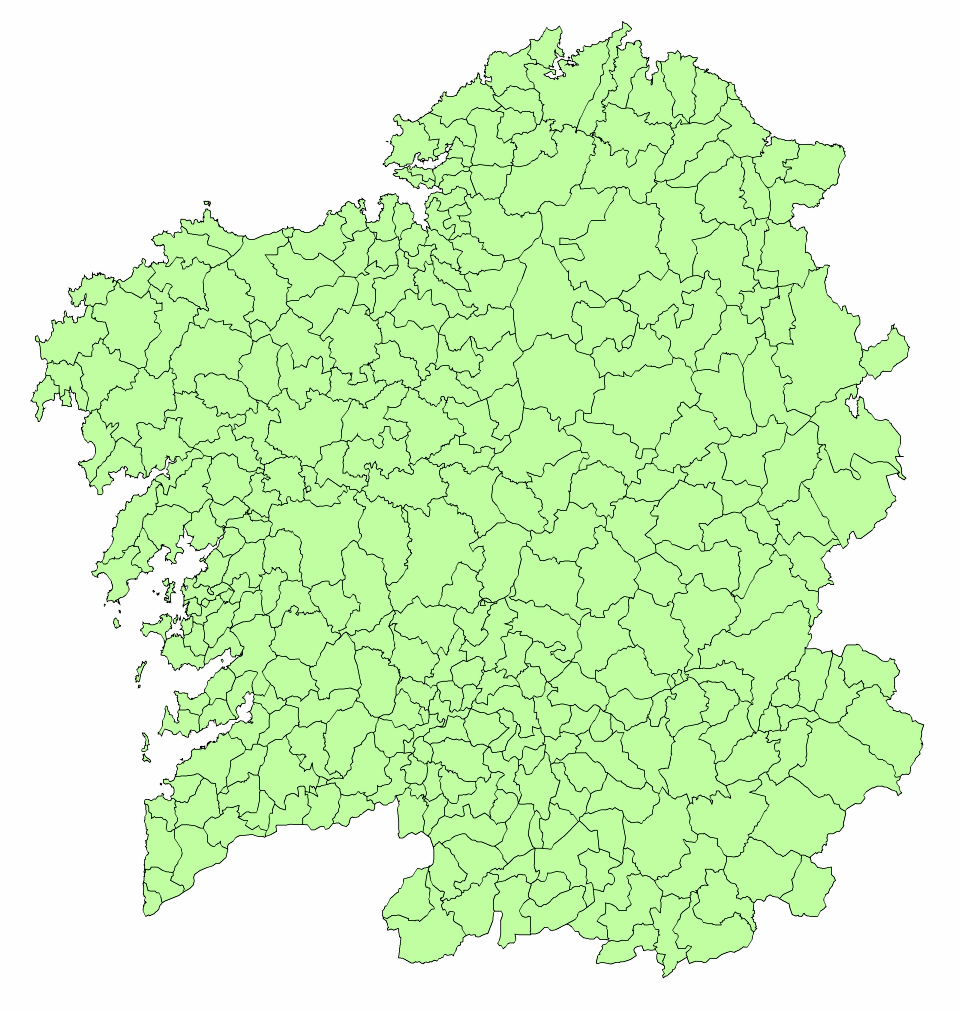
Mapa da divisão municipal da Galiza, Espanha.

Esta página contém uma lista de municípios (em galego: concellos) da Comunidade autónoma da Galiza, divididos pelas suas quatro províncias. Os nomes correspondem às formas etimológicas (não deturpadas) e estão redigidos com a grafia portuguesa, embora na Galiza esteja estendido o uso de formas populares com uma grafia castelhana, promovida pela Real Academia Galega.
- Lista de municípios da Corunha
- Lista de municípios de Lugo
- Lista de municípios de Ourense
- Lista de municípios de Ponte Vedra